# Sim Safari
Sim Safari är ett simulationsdatorspel, utvecklat av Maxis och utgivet av Maxis och Electronic Arts. Det släpptes den 15 mars 1998. I spelet ska spelaren bygga en afrikansk safaripark och målet är att skapa en femstjärnig park. Detta genom att sköta tre områden bra, själva parken, turistområdet samt den afrikanska byn. Spelet liknar väldigt mycket SimPark, förutom det att SimPark utspelar sig i Nordamerika, och har därför istället nordamerikanska djur och växter.